# Klebsormidiophyceae
Classe
La classe des Klebsormidiophyceae ou Klebsormidiophycées (anciennement appelées Klebsormidiophytes, ou Klebsormidiophyta), est une classe d'algues vertes européennes de la division des Streptophyta, le frère de la classe des Phragmoplastophyta. 
Selon B. Reviers (2002) elle rassemblerait 40 espèces réparties dans 3 genres : Klebsormidium, Stichococcus et Entransia.
Selon AlgaeBase (18 octobre 2022),	elle contient 48 espèces réparties en deux familles et 7 genres Closteriospira, Elakatothrix, Entransia, Hormidiella, Klebsormidium, Streptofilum, Streptosarcina.

## Description
Ces algues se présentent sous la forme de filaments non ramifiés de petite taille, et elles possèdent des chloroplastes munis d'un petit pyrénoïde en position pariétale. Il peut y avoir ou non des zoospores. Dans ce dernier cas la reproduction s'opère par fragmentation des filaments. Les gamètes mâles, les anthérozoïdes, sont biflagellés (caractéristique des Bikonta). Après la fécondation, le zygote forme un kyste.

## Écologie
Ces algues sont terrestres ou aquatiques. On les trouve sur les rochers ou sur les maisons ou bien en eau douce et parfois dans les estuaires. Raphidonema nivale se trouve dans les glaciers.

## Liste des ordres
Selon AlgaeBase (2 mai 2013), ITIS (2 mai 2013) et World Register of Marine Species (2 mai 2013) :
- ordre des Klebsormidiales K.D.Stewart & K.R.Mattox

Selon NCBI (2 mai 2013) :
- ordre des Klebsormidiales
  - famille des Elakatotrichaceae
  - famille des Klebsormidiaceae
  - non-classé Klebsormidiales incertae sedis

## Systématique
Les genres Raphidonema et Koliella, autrefois classés dans les Klebsormidiophyceae, ont été transférés dans les Trebouxiophyceae et la famille des Koliellaceae.
Le genre Stichococcus a lui aussi été ajouté à la classe des Trebouxiophyceae mais dans la famille des Stichococcaceae.